# TransWorld Diversified Services Indy 200 1999
TransWorld Diversified Services Indy 200 1999 var ett race som var säsongspremiären i Indy Racing League 1999. Racet kördes den 24 januari på Walt Disney World Speedway utanför Orlando, Florida. Eddie Cheever tog hem segern, och gick därmed upp i en tidig mästerskapsledning. Scott Goodyear och Jeff Ward var övriga förare på pallen.

## Slutresultat
| Plats | Förare                | Team                   | Grid |
| ----- | --------------------- | ---------------------- | ---- |
| 1     | Eddie Cheever         | Cheever Racing         | 13   |
| 2     | Scott Goodyear        | Panther Racing         | 4    |
| 3     | Jeff Ward             | ISM Racing             | 6    |
| 4     | Scott Sharp           | Kelley Racing          | 1    |
| 5     | Raul Boesel           | McCormack Motorsports  | 3    |
| 6     | Mark Dismore          | Kelley Racing          | 10   |
| 7     | Steve Knapp           | PDM Racing             | 17   |
| 8     | Davey Hamilton        | Galles Racing          | 20   |
| 9     | Billy Boat            | A.J. Foyt Enterprises  | 14   |
| 10    | Buddy Lazier          | Hemelgarn Racing       | 8    |
| 11    | John Paul Jr.         | Byrd-Cunningham Racing | 19   |
| 12    | Tyce Carlson          | Blueprint-Immke Racing | 9    |
| 13    | Roberto Guerrero      | Cobb Racing            | 12   |
| 14    | Brian Tyler           | Truscelli Racing       | 24   |
| 15    | Robby Unser           | Team Pelfrey           | 21   |
| 16    | Stéphan Grégoire      | Dick Simon Racing      | 25   |
| 17    | Buzz Calkins          | Bradley Motorsports    | 11   |
| 18    | Andy Mirchner         | Brant Racing           | 27   |
| 19    | John Hollansworth Jr. | TeamXtreme             | 18   |
| 20    | Robbie Buhl           | Sinden Racing Services | 26   |
| 21    | Greg Ray              | Team Menard            | 2    |
| 22    | Kenny Bräck           | A.J. Foyt Enterprises  | 5    |
| 23    | Gualter Salles        | Larry Curry            | 23   |
| 24    | Stan Wattles          | Metro Racing Systems   | 16   |
| 25    | Scott Harrington      | Harrington Motorsports | 28   |
| 26    | Donnie Beechler       | Cahill Racing          | 22   |
| 27    | Sam Schmidt           | Treadway Racing        | 7    |
| 28    | Jason Leffler         | Treadway Racing        | 15   |